# Baconia riouka
Baconia riouka är en skalbaggsart som först beskrevs av Sylvain Auguste de Marseul 1861.  Baconia riouka ingår i släktet Baconia och familjen stumpbaggar. Inga underarter finns listade i Catalogue of Life.